# ポートムーディ
ポートムーディ（英: Port Moody）は、カナダのブリティッシュコロンビア州南西岸に位置する市。メトロバンクーバーに属し、バンクーバー都市圏の一部を形成している。バラード入り江の東端に位置し、市の北西と北には険しいコースト山脈が広がっている。

## 歴史
ポートムーディは、1859年ごろ、アメリカ合衆国からの潜在的な攻撃に対抗するために植民地の首都であったニューウエストミンスターとバラード入り江を結ぶ街道の終点に設立された。この地名は、英領ブリティッシュコロンビア植民地の創設者であり初代副総督であったリチャード・クレメント・ムーディ（英語: Richard Clement Moody）にちなんで名付けられた。
1879年にポートムーディーが大陸横断鉄道であるカナダ太平洋鉄道の最西端の終着駅になる事が発表され、1885年に大陸横断鉄道が開通した。その後1887年にバンクーバー市までの延伸工事が行われ、1913年には市制が施行された。
現在では都市化が進んでおり、高層ビルや商業施設も新しく建設されているが、クラーク通り（Clarke Street）沿いを中心に歴史的な建物も残されている。

### 中国語名
都市の名は発音から伝統的な中国語表記では「墓地」が当てられていたが、1998年に、発音に基づいて新しい漢字が提案され、宝に満ちた土地を意味する漢字「満地宝」が採用された。